# Linha 2 do VLT Carioca
A Linha 2: Praia Formosa ↔ Praça XV é uma das linhas em operação do VLT Carioca, tendo sido inaugurada no dia 6 de fevereiro de 2017. Estende-se por cerca de 1,8 km. A cor distintiva da linha é o verde.
Possui um total de 14 paradas em operação, todas de superfície. Além destas, uma parada se encontra em planejamento. As paradas Praia Formosa, Rodoviária, Central, Cristiano Ottoni/Pequena África e Praça XV possibilitam integração com outros modais de transporte.
O sistema, operado pela Concessionária do VLT Carioca S.A., ainda não possui o balanço do volume de pessoas transportadas desde o início da operação, em fevereiro de 2017. Atende dois bairros: Centro e Santo Cristo.

## Paradas

### Praia Formosa → Praça XV
| Nº | Nome                            | Inauguração            | Bairro       | Integração                                                      | Posição    | Latitude      | Longitude     |
| -- | ------------------------------- | ---------------------- | ------------ | --------------------------------------------------------------- | ---------- | ------------- | ------------- |
| 1  | Praia Formosa                   | 3 de dezembro de 2017  | Santo Cristo | Terminal rodoviário                                             | Superfície | 22° 54' 10" S | 43° 12' 29" O |
| 2  | Rodoviária                      | 12 de julho de 2016    | Santo Cristo | Terminal rodoviário                                             | Superfície | 22° 53' 55" S | 43° 12' 26" O |
| 3  | Equador                         | 12 de julho de 2016    | Santo Cristo | —                                                               | Superfície | 22° 53' 52" S | 43° 12' 17" O |
| 4  | Pereira Reis                    | 12 de julho de 2016    | Santo Cristo | —                                                               | Superfície | 22° 53' 47" S | 43° 12' 06" O |
| 5  | Vila Olímpica                   | 21 de outubro de 2017  | Santo Cristo | —                                                               | Superfície | 22° 53' 56" S | 43° 11' 58" O |
| 6  | Central                         | 21 de outubro de 2017  | Centro       | Estação de Metrô · Estação de Trem Urbano · Terminal rodoviário | Superfície | 22° 54' 10" S | 43° 11' 34" O |
| 7  | Cristiano Ottoni/Pequena África | 26 de outubro de 2019  | Centro       | Estação de Metrô · Estação de Trem Urbano                       | Superfície | 22° 54' 11" S | 43° 11' 26" O |
| 8  | Saara                           | 6 de fevereiro de 2017 | Centro       | —                                                               | Superfície | 22° 54' 19" S | 43° 11' 14" O |
| 9  | Tiradentes                      | 6 de fevereiro de 2017 | Centro       | —                                                               | Superfície | 22° 54' 24" S | 43° 10' 58" O |
| 10 | Colombo                         | 6 de fevereiro de 2017 | Centro       | —                                                               | Superfície | 22° 54' 19" S | 43° 10' 41" O |
| 11 | Praça XV                        | 6 de fevereiro de 2017 | Centro       | Estação hidroviária                                             | Superfície | 22° 54' 07" S | 43° 10' 23" O |

### Praça XV → Praia Formosa
| Nº | Nome                            | Inauguração            | Bairro       | Integração                                                      | Posição    | Latitude      | Longitude     |
| -- | ------------------------------- | ---------------------- | ------------ | --------------------------------------------------------------- | ---------- | ------------- | ------------- |
| 1  | Praça XV                        | 6 de fevereiro de 2017 | Centro       | Estação hidroviária                                             | Superfície | 22° 54' 07" S | 43° 10' 23" O |
| 2  | Colombo                         | 6 de fevereiro de 2017 | Centro       | —                                                               | Superfície | 22° 54' 19" S | 43° 10' 41" O |
| 3  | Tiradentes                      | 6 de fevereiro de 2017 | Centro       | —                                                               | Superfície | 22° 54' 24" S | 43° 10' 58" O |
| 4  | Saara                           | 6 de fevereiro de 2017 | Centro       | —                                                               | Superfície | 22° 54' 19" S | 43° 11' 14" O |
| 5  | Cristiano Ottoni/Pequena África | 26 de outubro de 2019  | Centro       | Estação de Metrô · Estação de Trem Urbano                       | Superfície | 22° 54' 11" S | 43° 11' 26" O |
| 6  | Central                         | 21 de outubro de 2017  | Centro       | Estação de Metrô · Estação de Trem Urbano · Terminal rodoviário | Superfície | 22° 54' 10" S | 43° 11' 34" O |
| 7  | Gamboa                          | 21 de outubro de 2017  | Santo Cristo | —                                                               | Superfície | 22° 53' 52" S | 43° 11' 57" O |
| 8  | Santo Cristo                    | 21 de outubro de 2017  | Santo Cristo | —                                                               | Superfície | 22° 53' 43" S | 43° 12' 01" O |
| 9  | Cordeiro da Graça               | 21 de outubro de 2017  | Santo Cristo | —                                                               | Superfície | 22° 53' 49" S | 43° 12' 15" O |
| 10 | Rodoviária                      | 12 de julho de 2016    | Santo Cristo | Terminal rodoviário                                             | Superfície | 22° 53' 55" S | 43° 12' 26" O |
| 11 | Praia Formosa                   | 3 de dezembro de 2017  | Santo Cristo | Terminal rodoviário                                             | Superfície | 22° 54' 10" S | 43° 12' 29" O |